# Síntesis de aldehídos de Gattermann
La Síntesis de aldehídos de Gattermann, llamada también Formilación de Gattermann, es una reacción de formilación de un anillo fenólico o un feniléter para dar como producto un para-hidroxibenzaldehído. Es una alternativa de formilación a las reacciones de Reimer-Tiemann y Vilsmeier-Haack. Es homóloga a la reacción de Hoesch, ya que ésta utiliza nitrilos. El método consiste en dos reacciones:
1) Sustitución electrófila aromática del cianuro de hidrógeno para formar el clorhidrato de la benzaldimina.
2) Hidrólisis de la imina.